# Karl Fuhr (Politiker)
Karl Fuhr (* 8. Mai 1901 in Heiligenhaus; † 27. Juni 1969) war ein deutscher christdemokratischer Politiker.
Fuhr war 1946 und 1947 Mitglied des ersten und zweiten ernannten Landtages von Nordrhein-Westfalen.